# Die Krähe und der Krebs
Die Krähe und der Krebs ist ein Tiermärchen (AT 227*), das im litauischen, russischen, und bulgarischen Sprachraum bekannt ist.

## Handlung
An einem Flussufer zieht eine Krähe einen Krebs aus dem Wasser, mit dem sie ein Stück davonfliegt, um ihn zu fressen. Da fragt sie der Krebs, wo sie denn Weizen fressen war, worauf die Krähe dreimal hintereinander krächzt, dass sie bei Napkus war. Der Krebs zieht sich ein Stück zurück und fragt die Krähe, warum ihre Füßchen denn so schwarz sind, was diese dreimal hintereinander krächzend damit beantwortet, dass sie im Sumpf aufwuchs. Wieder weicht der Krebs zurück und fragt, warum ihre Augen denn so blitzen, dem die Krähe dreimal hintereinander krächzend antwortet, dass diese aus Glas sind. Erneut zurückweichend fragt der Krebs die Krähe dann, warum ihr Köpfchen so gestäubt ist, was diese dreimal hintereinander krächzend damit erklärt, dass sie krank war. Der Krebs aber – plumps – war wieder im Wasser, woraufhin die Krähe dreimal hintereinander krächzt, dass sie dumm war.

## Hintergrund
Diese litauische Version stammt aus der Handschriftensammlung der litauischen Folklore des Instituts für litauische Sprache und Literatur an der Akademie der Wissenschaften der Litauischen SSR und erhielt im Deutschen den Titel Die Krähe und der Krebs. Sie wurde 1940 in Būgai, Kreis Tauragė nach der Erzählerin Emilija Zaukienė aufgezeichnet und von Schülern gesammelt. Bekannt sind fünf Varianten aus den Umgebungen von Tauragė, Raseiniai und Rokiškis. Auch ist das Märchen in der russischen Folklore bekannt. Napkus ist ein Personenname, dessen Genitivform Napkaus im Litauischen als Nachahmung der Krähenstimme empfunden wird.
In einer gleichnamigen bulgarischen Version von Dimitär V. Mančov setzt sich die Krähe mit dem gefangenen Krebs auf eine Weide, woraufhin der Gefangene erzählt, dass er die Eltern der Krähe kannte und sie preist. Die Krähe krächzt aber nur mit geschlossenem Schnabel. Also lobt der Krebs die Geschwister der Krähe, die wieder nur krächzt. Da meint der Krebs, dass diese zwar alle gute Vögel waren, aber keiner so wie sie ist. „Aha“ krächzt die Krähe daraufhin und der Krebs fällt ins Wasser. Veröffentlicht wurde sie 1889 in Mančovs Baštin ezik (Plowdiw).